# 女媧山戰鬥
女媧山戰鬥發生於1927年12月15日，交戰地點則是在中國蘇西北，是北洋時期的戰鬥之一。女媧山戰鬥的交戰雙方，一方為一軍劉   歭，另一方孫傳芳之第五師所轄軍隊。

## 參看
- 中華民國北洋政府時期內戰戰鬥列表